# Sportpalast der Kusnezker Metallurgen
Der Sportpalast der Kusnezker Metallurgen (russisch Дворец спорта кузнецких металлургов) ist eine Mehrzweckhalle in der russischen Stadt Nowokusnezk, Oblast Kemerowo. Die Halle ist Austragungsort der Heimspiele des Eishockeyclubs Metallurg Nowokusnezk aus der Wysschaja Hockey-Liga.

## Geschichte

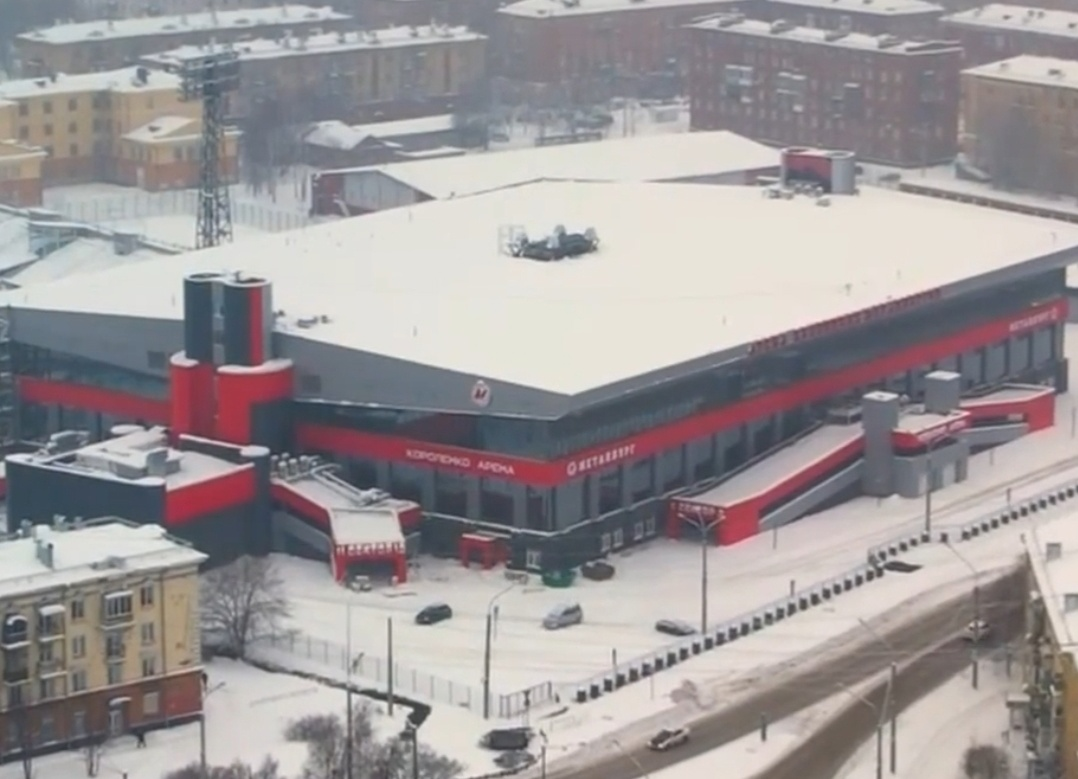
Luftbild, Nov. 2023

Der Sportpalast der Kusnezker Metallurgen, welcher am 1. Oktober 1984 eröffnet wurde, wird hauptsächlich für Eishockeyspiele genutzt. Der Eishockeyverein Metallurg Nowokusnezk aus der Wysschaja Hockey-Liga trägt seit der Eröffnung der Arena seine Heimspiele in der Halle aus. Seit 2009 bestreitet auch die Juniorenmannschaft Kusnezkije Medwedi Nowokusnezk aus der Molodjoschnaja Chokkeinaja Liga ihre Heimspiele im Sportpalast.